# Oryctodromeus
Oryctodromeus is een geslacht van plantenetende ornithischische dinosauriërs dat tijdens het Late Krijt (Cenomanien) leefde in het gebied van het huidige Noord-Amerika.
De soort Oryctodromeus cubicularis werd bij zijn benoeming in 2007 beroemd doordat zijn fossielen in een hol gevonden werden. Dit vormt de duidelijkste aanwijzing ooit gevonden dat sommige dinosauriërs ook konden graven.

## Vondst en naamgeving
De typesoort Oryctodromeus cubicularis, is in 2007 benoemd en beschreven door David Varricchio, Anthony Martin en Yoshihiro Katsura. De geslachtsnaam is afgeleid van het Oudgriekse ὀρύκτης, oryktès, "graver", en δρομεύς, dromeus, "renner". De soortaanduiding is het bijvoeglijk naamwoord bij het Latijnse cubiculum, "slaapkamertje". Het geheel moet gelezen worden als de "gravende renner van het leger".
De vondst is gedaan bij Lima Peaks in Beaverhead County, Montana, in een laag van de Blackleafformatie, die dateert uit het Cenomanien, ongeveer 95 miljoen jaar oud. Het bestaat uit de fragmentarische resten van een volwassen dier en twee halfwas jongen die werden aangetroffen in een zandsteeninsluiting in moddergesteente die als een twee meter diep uitgegraven hol geïnterpreteerd werd: vanaf een kamer liep een tunnel naar de vermoedelijke uitgang. Het volwassen exemplaar is het holotype, MOR 1636a. De twee jongen vormen het paratype, MOR 1636b. De fossielen maken deel uit van de collectie van het Museum of the Rockies.

## Beschrijving

### Algemene bouw en onderscheidende kenmerken
Oryctodromeus is een kleine tweevoetige planteneter. Hij wordt zo'n twee meter lang en weegt een vijfentwintig kilogram. De beenderen die aan de jongen toebehoren hebben 60 tot 65% van de lengte van de elementen van het volwassen exemplaar; de lichaamslengte van deze jonge dieren is geschat op 1,3 meter; van het volwassen exemplaar op 2,1 meter.
De beschrijvers wisten enkele onderscheidende kenmerken vast te stellen die ze zagen als autapomorfieën, unieke afgeleide eigenschappen. Op het achterhoofd zijn de voornaamste zijuitsteeksels, de processus paroccipitales, lang wat wijst op een brede schedel. Onder en iets voor de verbinding met de nek, de condylus occipitalis, vormt het os basioccipitale een doosvormige structuur met steile zijkanten. Het heiligbeen omvat zeven wervels, waarbij de achterste twee ruggenwervels samen met hun ribben zijn "ingevangen". Het schouderblad is groot met een nauw scherp omhoogstekende voorste uitsteeksel, de processus acromialis, dat een zijwaarts uitstekende dunne stekel draagt; het blad als zodanig is bovenaan opvallend naar achteren gebogen. Het darmbeen heeft een kort voorblad en een lang achterblad. De interne, van de wervelkolom afgerichte, binnenkant van het darmbeen als aanhechting voor een staartspier, de Musculus caudofemoralis brevis, helt aan zijn basis diep richting de buitenste zijde van het blad en is van aan die kant over de volle lengte zichtbaar. De processus praepubicus vormt een lang uitsteeksel met een overdwars breed bovenste uiteinde dat aan de onderkant een lange groeve heeft in de lengterichting.

### Skelet

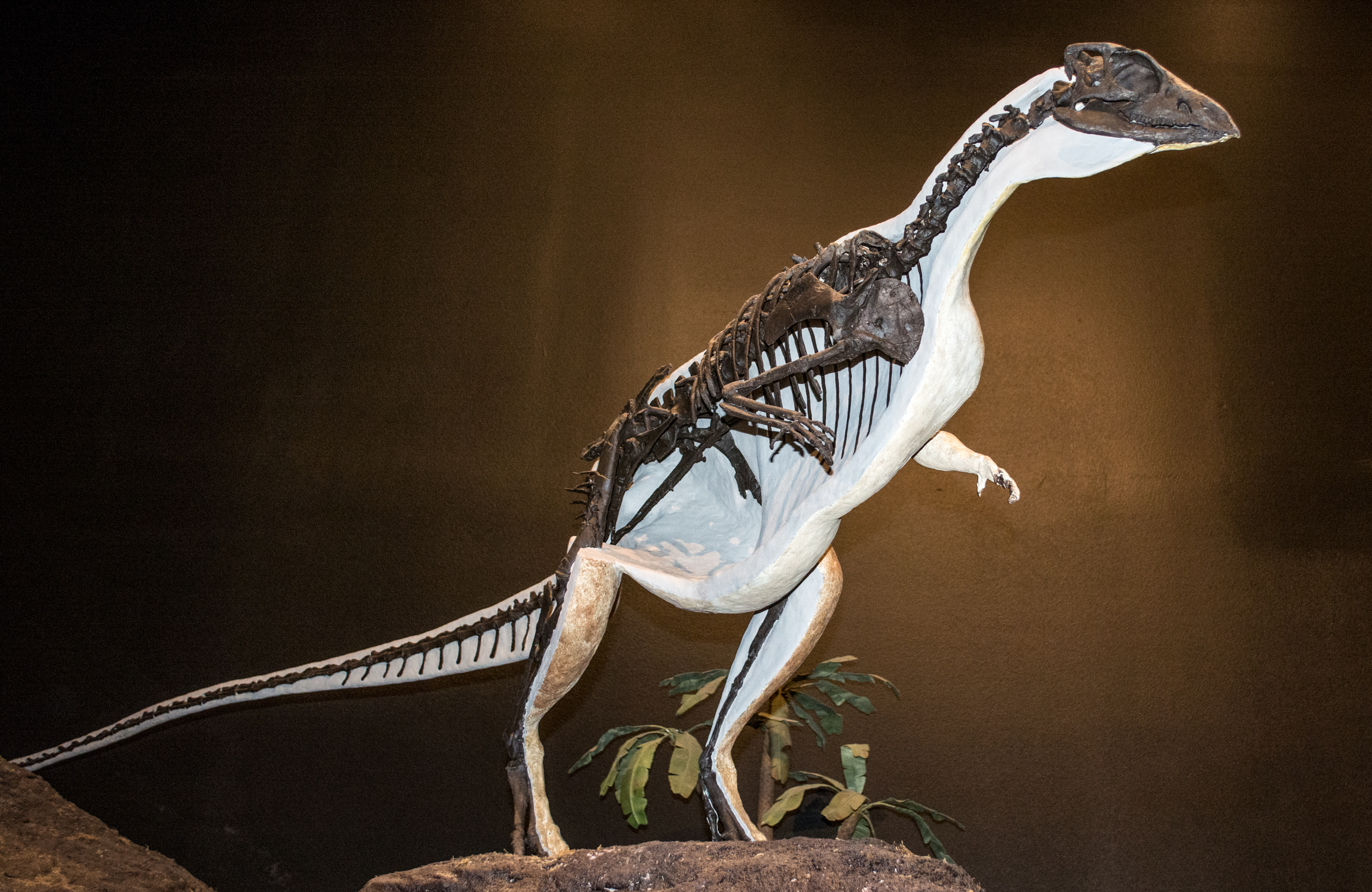
Een halfverzonken skelet

De snuit van Oryctodromeus is relatief spits en helt onder een hoek van 45° naar achteren. Althans bij de jonge dieren is een bult op het buitenste zijoppervlak van het jukbeen afwezig. De halswervels zijn zwak opisthocoel: van voren bol en van achteren hol. De ruggenwervels hebben scherp omhoogstekende zijuitsteeksels. De gewrichtsvlakken voor de dubbele ribkoppen liggen pas vanaf de zesde of zevende wervel naast elkaar. De sacrale ribben vormen een continu raakvlak met het darmbeen dat ter hoogte van het aanhangsel voor het schaambeen begint en tot en met de hele brevisrichel doorloopt. De derde sacrale wervel heeft onderaan een klein facet waar een bovenste uitsteeksel van het schaambeen tegenaan rust. Naar achteren toe krijgen de staartwervels overdwars een meer zeshoekige doorsnede terwijl de zijuitsteeksels verkorten; van de twintigste wervel af zijn die helemaal verdwenen. Vanaf de veertiende wervel zijn de achterste gewrichtsuitsteeksels verkort tot niet meer dan uithollingen op de achterste wervelboog; de voorste gewrichtsuitsteeksels articuleren daar dan niet meer mee maar steken ongehinderd naar voren uit, de wervelboog van de voorliggende wervel zijdelings omvattend. De staart toont maar weinig verbeende pezen en deze vormen geen overlappend netwerk.
Het schouderblad is robuust gebouwd en met 176 millimeter langer dan het opperarmbeen dat slechts 157 millimeter meet. De processus acromialis staat haaks op het hoofdblad. In het heupgewricht ligt de antitrochanter op het uitsteeksel voor het zitbeen en vormt daar een bolle verdikking. Het foramen obturatorium tussen schaambeen en zitbeen is onderaan volledig gesloten. Bij de jonge dieren is het scheenbeen lang, met 119% van de lengte van het dijbeen en ook de middenvoet is gerekt met 58% van deze femurlengte.

## Fylogenie
Oryctodromeus is basaal geplaatst in de Euornithopoda. Hij is verwant aan Orodromeus, Zephyrosaurus en Drinker waarvan eerder ook vermoed werd dat het gravende dieren waren.

## Levenswijze
Oryctodromeus bewoonde heuvelachtige bosgebieden die een duidelijk droog seizoen kenden. Hij kon vermoedelijk vrij snel rennen.
Volgens de beschrijvers was Oryctodromeus gespecialiseerd in een gravende levenswijze. Dat leiden ze in de eerste plaats af uit de vondstomstandigheden. De zandsteen waarin de fossielen gevonden werden, vormde geen aardlaag maar was een tunnelvormige structuur die drie oudere lagen moddergesteente doorsneed. Dit suggereert dat het een hol vormde in de modder die later door een overstroming met zand gevuld werd. De zandsteen echter bestaat weer uit twee lagen gescheiden door een kleilaagje. Dat verklaarde men door aan te nemen dat er twee overstromingen waren waarvan de eerste de dieren beneden in het hol gedood had en de volgende ook de tunnelingang opvulde. De tunnel heeft een lengte van 210 centimeter en buigt naar beneden lopend onder een rechte hoek naar rechts en dan weer naar links zodat het parcours een zigzag vormt. De tunnelgang is tussen de dertig en achtendertig centimeter hoog en tussen de dertig en tweeëndertig centimeter breed. Hij komt een halve meter lager uit in een kleine halve meter diepe en wijde verbreding. Deze werd geïnterpreteerd als het begin van een kamer maar de juistheid of omvang daarvan kan niet direct worden vastgesteld want de wanden ervan zijn niet bewaard gebleven. Een eigenaardigheid is dat in de twee bochten steeds kleinere gangetjes rechtdoor loopt. In de eerste bocht bestaan die uit een cluster van een half dozijn tunneltjes, maar een paar centimeter hoog, die naar voren toe wijzen. In de tweede bocht is er een enkel naar achteren wijzend tunneltje van acht centimeter hoog. Deze zijn verklaard als tunnels van commensalen, kleinere dieren die het hol met de dinosauriërs deelden en van hun voedselresten of uitwerpselen leefden. De beschrijvers verwierpen de mogelijkheid dat de holen als geheel door andere dieren gegraven waren en de dinosauriërbotten er toevallig bij een overstroming ingespoeld waren; het voorkomen van beenderen van zowel volwassen en jonge dieren die door hun verschillende omvang bij een overstroming ongelijk ver getransporteerd zou worden, pleitte daartegen. Bij een experimenteel onderzoek gepubliceerd door David Cary Woodruff in 2011 bleek dat als men een skelet in een dergelijk hol plaatste de positie van de botten zoals bij het fossiel aangetroffen een mogelijk effect was van een overspoeling door een modderstroom.
Een volgende aanwijzing voor het zelf gegraven hebben van het hol door Oryctodromeus vormt het feit dat hij er precies in past. Aangezien de staart ongeveer 125 centimeter van de lengte uitmaakte, had de romp een lengte die overeenkwam met de rechte stukken van de gang. De breedte van het torso, geschat op zesentwintig tot dertig centimeter, is vrijwel gelijk aan de tunneldoorsnede. Holen van die grootte worden bij moderne dieren gegraven door soorten met een gewicht tussen de tweeëntwintig en tweeëndertig kilogram, wat aansluit bij de geschatte massa van Oryctodromeus. Tegen dit argument is aangevoerd dat de dinosauriërs natuurlijk geen hol van een ander dier opgezocht zouden hebben als ze er niet inpasten.

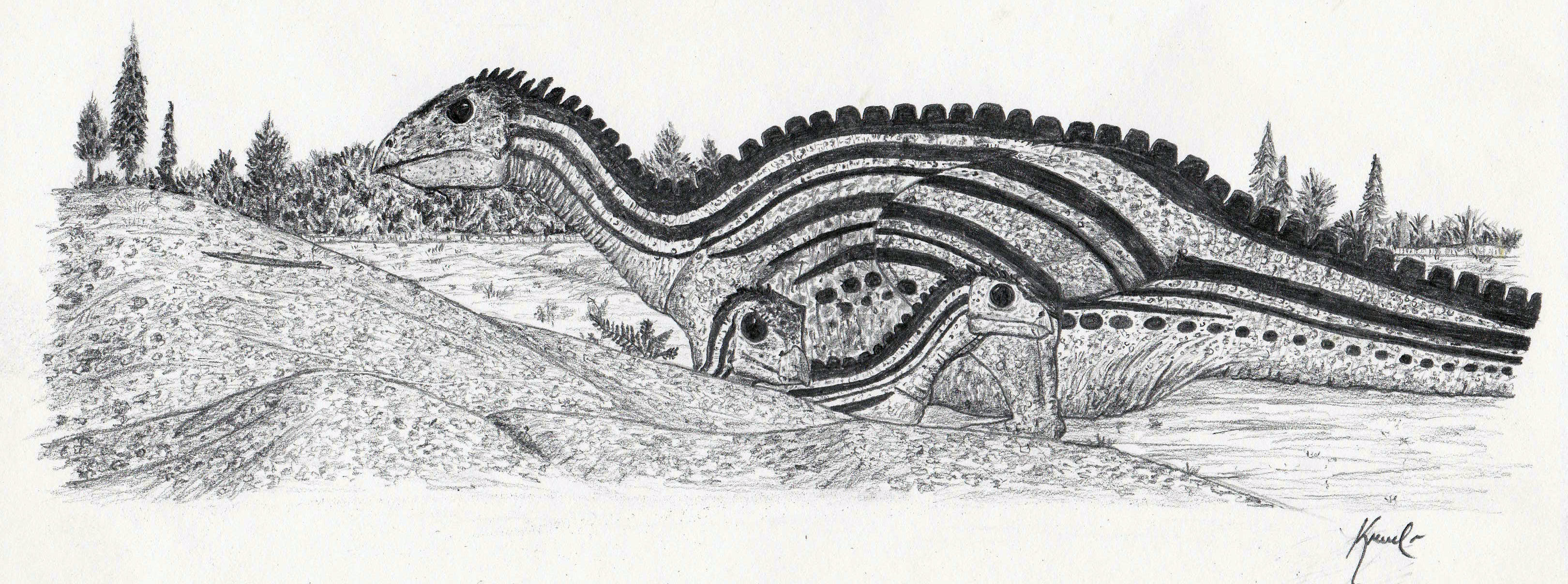
Een volwassen dier met jongen

Een laatste argument voor de gravende levenswijze van Oryctodromeus werd gevonden in verschillende aanpassingen die het dier aan het graven zou hebben. De snuit zou hierom wigvormig zijn geweest dat er aarde mee weggeschoven zou kunnen zijn. De vergroeide schoudergordel waarbij het schouderblad voorzien was van bijzonder grote uitsteeksels zoals de processus acromialis bovenop en een lange spina haaks op het blad zou de aanhechting zijn geweest voor extra zware armspieren. Een buiging naar achteren in het onderste blad zou de hefboomwerking hebben verhoogd voor de Musculus teres major die in een gravende beweging de arm naar achteren trok. Ook het bekken zou dergelijke aanpassingen tonen in de aanwezigheid in het heiligbeen van het hoge aantal van zeven vergroeide sacrale wervels, een zware staartbasis en direct contact tussen het schaambeen en het heiligbeen. De zware bouw van het bekken zou het dier in staat gesteld hebben zich tijdens het graven schrap te zetten. Zoals bij veel huidige gravende dieren waren de bekkenhelften echter niet versmolten zodat een ritmische beweging van de achterpoten bij het naar achteren werken van losgegraven aarde niet belemmerd werd. Een exacte morfometrische studie uit 2015 bevestigde deze kwalitatieve analyse voor wat de arm betreft in 2015.
De beschrijvers moesten echter toegeven dat de voorpoot duidelijke aanpassingen miste, zoals een verlengde kop van het opperarmbeen, een verwijde onderkant van het opperarmbeen en een vergrote processus olecrani op de ellepijp. Oryctodromeus zou dus allereerst een rennende soort geweest zijn die daarnaast holen groef. De holen zouden vooral gediend hebben ter beschutting en voor de nestzorg van jongen. De MOR 1636-specimina vormen een zeldzame directe aanwijzing dat bij dinosauriërs de jongen door de volwassen dieren verzorgd werden.